# نازلني (أريزونا)
نازلني (بالإنجليزية: Nazlini CDP, Arizona)‏ هي منطقة سكنية تقع بولاية أريزونا في الولايات المتحدة. تبلغ مساحتها 19.32 كم2، وترتفع عن سطح البحر 1,902 م، بلغ عدد سكانها 489 نسمة في عام 2010 حسب إحصاء مكتب تعداد الولايات المتحدة وتصل الكثافة السكانية فيها 25.3 نسمة لكل كيلومتر مربع (65.5/ميل2).

## التركيبة السكانية
حدّد مكتب تعداد الولايات المتحدة بيانات التركيبة السكانية لنازلني في تعداد الولايات المتحدة. في ما يلي، التركيبة السكانية حسب تعدادي 2000 و2010.

### تعداد عام 2000
بلغ عدد سكان نازلني 397 نسمة بحسب تعداد عام 2000، وبلغ عدد الأسر 101 أسرة وعدد العائلات 77 عائلة مقيمة في المنطقة السكنية. في حين سجلت الكثافة السكانية 20.5 نسمة لكل كيلومتر مربع (53.1/ميل2). وبلغ عدد الوحدات السكنية 129 وحدة بمتوسط كثافة قدره 6.7 لكل كيلومتر مربع (17.4/ميل2).
وتوزع التركيب العرقي للمنطقة السكنية بنسبة 99.24% من الأمريكيين الأصليين و0.76% من الأعراق الأخرى و1.76% من الهسبانيون أو اللاتينيون من أي عرق.
بلغ عدد الأسر 101 أسرة كانت نسبة 62.4% منها لديها أطفال تحت سن الثامنة عشر تعيش معهم، وبلغت نسبة الأزواج القاطنين مع بعضهم البعض 34.7% من أصل المجموع الكلي للأسر، ونسبة 35.6% من الأسر كان لديها معيلات من الإناث دون وجود شريك، بينما كانت نسبة 5.9% من الأسر لديها معيلون من الذكور دون وجود شريكة وكانت نسبة 23.8% من غير العائلات. تألفت نسبة 22.8% من أصل جميع الأسر من عدة أفراد يعيشون في نفس المنزل ونسبة 6.9% كانت تتألف من شخص يعيش بمفرده يبلغ من العمر 65 عاماً أو أكثر. وبلغ متوسط حجم الأسرة المعيشية 3.89، أما متوسط حجم العائلات فبلغ 4.68.
بلغ العمر الوسطي للسكان 19.4 عاماً. وكانت نسبة 46.3% من القاطنين تحت سن الثامنة عشر، وكانت نسبة 10.6% بين الثامنة عشر والرابعة والعشرين عاماً، ونسبة 22.4% كانت واقعةً في الفئة العمرية ما بين الخامسة والعشرين والرابعة والأربعين عاماً، ونسبة 13.1% كانت ما بين الخامسة والأربعين والرابعة والستين، ونسبة 6.5% كانت ضمن فئة الخامسة والستين عاماً فما فوق. يوجد لكل 100 أنثى 91.7 ذكر، ويوجد لكل 100 أنثى في الثامنة عشر من عمرها فما فوق 85.0 ذكر.
بلغ متوسط دخل الأسرة في المنطقة السكنية 11,484 دولارًا، أما متوسط دخل العائلة فبلغ 10,859 دولارًا. وكان متوسط دخل الذكور 22,000 دولارًا مقابل 10,417 دولارًا للإناث. وسجل دخل الفرد الخاص بالمنطقة السكنية 5,036 دولارًا. وكانت نسبة 74.1% من العائلات ونسبة 73.7% من السكان تحت خط الفقر، وكان من هؤلاء نسبة 79.5% تحت سن الثامنة عشر ونسبة 35.3% في الخامسة والستين من العمر وما فوق.

### تعداد عام 2010
بلغ عدد سكان نازلني 489 نسمة بحسب تعداد عام 2010، وبلغ عدد الأسر 112 أسرة وعدد العائلات 90 عائلة مقيمة في المنطقة السكنية. في حين سجلت الكثافة السكانية 25.3 نسمة لكل كيلومتر مربع (65.5/ميل2). وبلغ عدد الوحدات السكنية 136 وحدة بمتوسط كثافة قدره 7 لكل كيلومتر مربع (18.1/ميل2).
وتوزع التركيب العرقي للمنطقة السكنية بنسبة 96.32% من الأمريكيين الأصليين و3.68% من عرقين مختلطين أو أكثر و0.82% من الهسبانيون أو اللاتينيون من أي عرق.
بلغ عدد الأسر 112 أسرة كانت نسبة 63.4% منها لديها أطفال تحت سن الثامنة عشر تعيش معهم، وبلغت نسبة الأزواج القاطنين مع بعضهم البعض 42.9% من أصل المجموع الكلي للأسر، ونسبة 31.2% من الأسر كان لديها معيلات من الإناث دون وجود شريك، بينما كانت نسبة 6.2% من الأسر لديها معيلون من الذكور دون وجود شريكة وكانت نسبة 19.6% من غير العائلات. تألفت نسبة 17.9% من أصل جميع الأسر من عدة أفراد يعيشون في نفس المنزل ونسبة 8.9% كانت تتألف من شخص يعيش بمفرده يبلغ من العمر 65 عاماً أو أكثر. وبلغ متوسط حجم الأسرة المعيشية 4.37، أما متوسط حجم العائلات فبلغ 5.02.
بلغ العمر الوسطي للسكان 21.1 عاماً. وكانت نسبة 41.7% من القاطنين تحت سن الثامنة عشر، وكانت نسبة 14.1% بين الثامنة عشر والرابعة والعشرين عاماً، ونسبة 19.4% كانت واقعةً في الفئة العمرية ما بين الخامسة والعشرين والرابعة والأربعين عاماً، ونسبة 17.2% كانت ما بين الخامسة والأربعين والرابعة والستين، ونسبة 7.6% كانت ضمن فئة الخامسة والستين عاماً فما فوق. وتوزع التركيب الجنسي للسكان بنسبة 48.5% ذكور و51.5% إناث.